# Eilbeker Bürgerpark

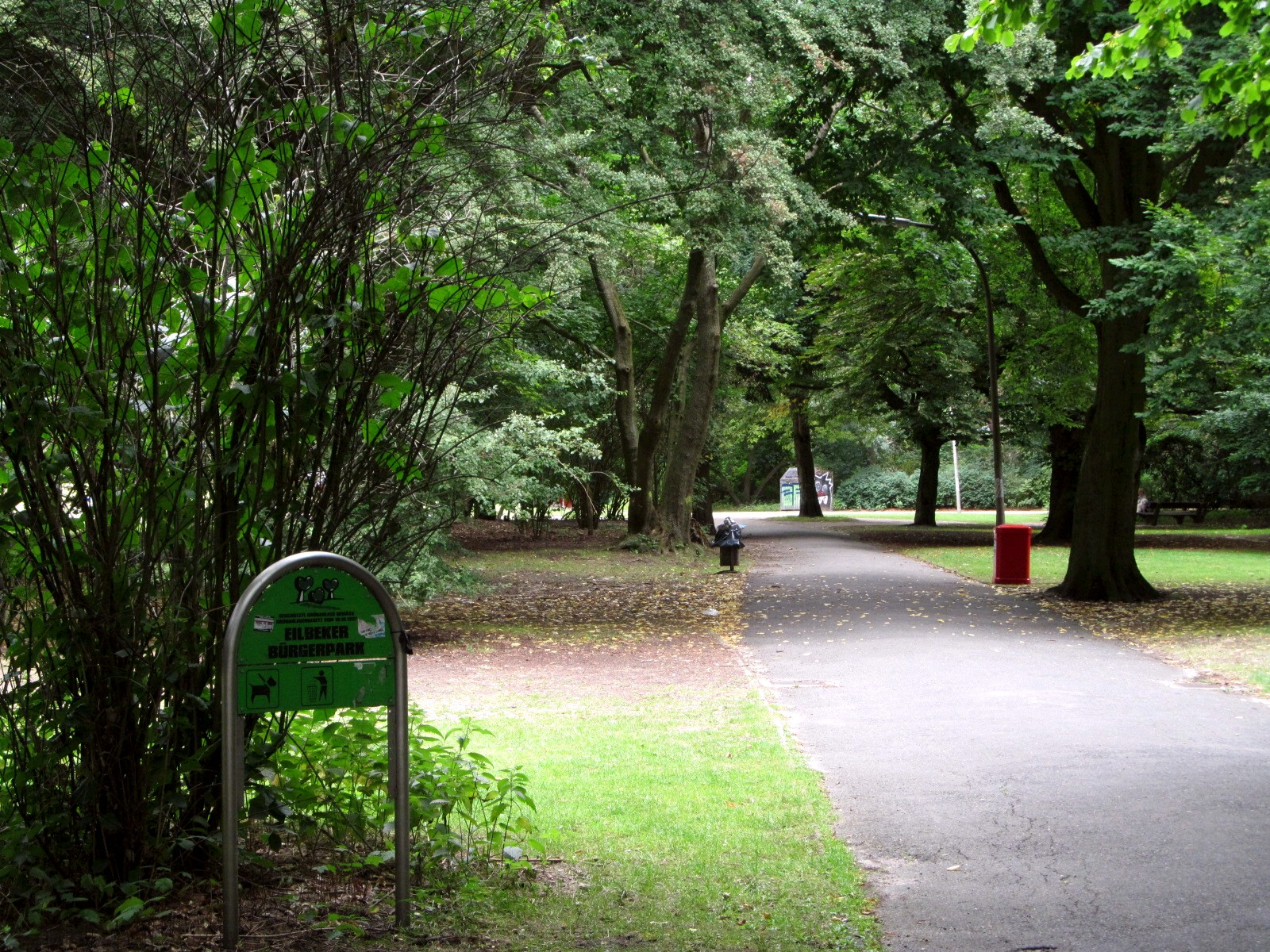
Eilbeker Bürgerpark, Eingang von der Papenstraße

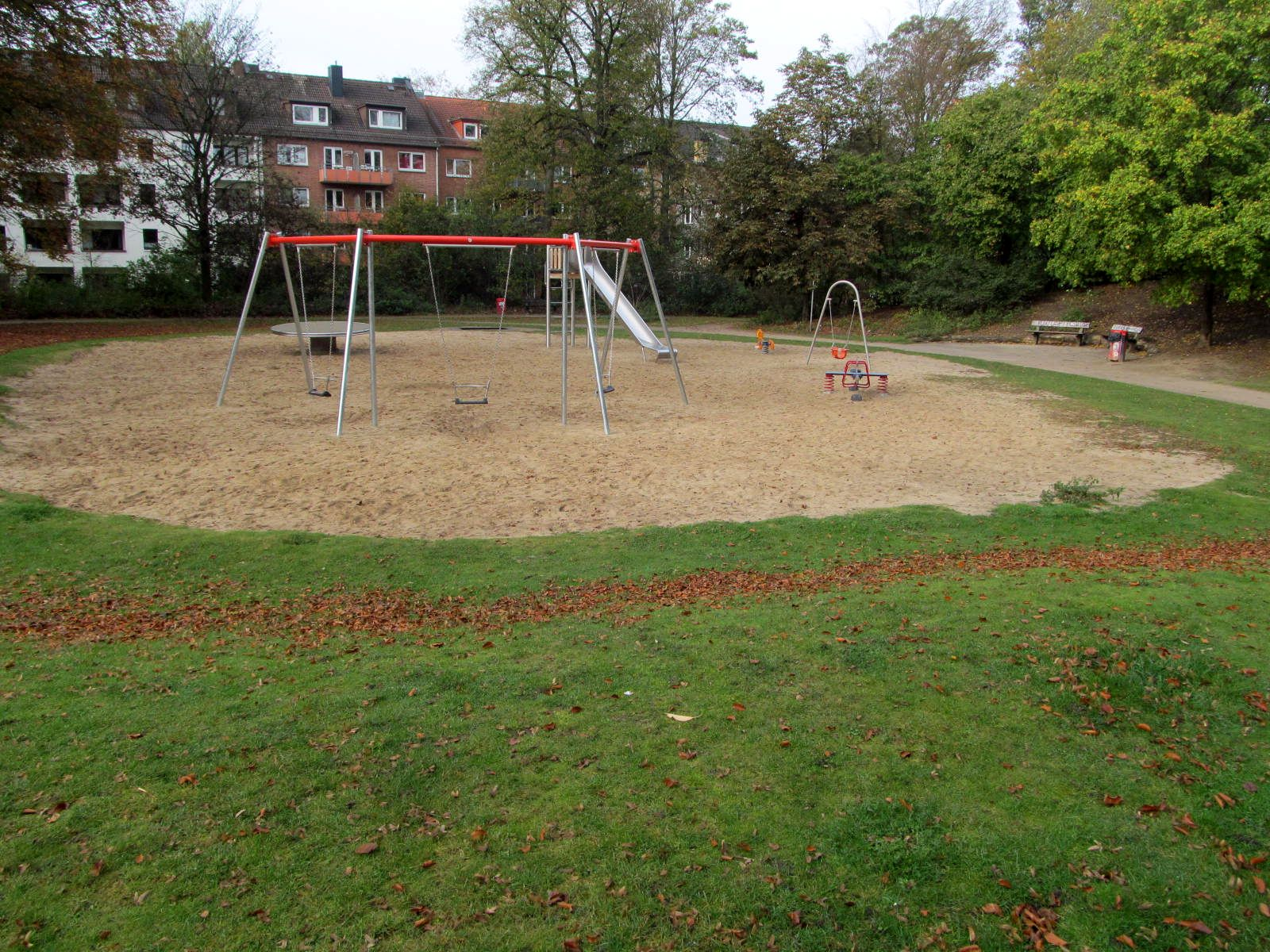
Spielplatz im Herbst 2019

Der Eilbeker Bürgerpark ist eine rund 1,5 Hektar große öffentliche Grünanlage im Hamburger Stadtteil Eilbek. Sie geht auf das frühere Privatanwesen des Kaufmanns Dethard Kalkmann (Vater des Archäologen August Kalkmann) zurück, der hier im 19. Jahrhundert eine repräsentative Villa erbauen ließ. Als das Gelände um die Jahrhundertwende parzelliert und verkauft werden sollte, erwarb die Stadt das Grundstück 1902 und wandelte es in einen öffentlichen Erholungspark für die damals rasant anwachsende Eilbeker Bevölkerung um. Die Villa diente noch bis zu ihrem Abriss 1911 als beliebte Ausflugsgaststätte.
Heute besteht die grob rechtwinklige Fläche zwischen der Wandsbeker Chaussee im Norden und der Papenstraße im Süden im zentralen Bereich aus offenen Wiesenflächen, einem Kinderspielplatz und mehreren Freizeitsportmöglichkeiten (Basketball, Kleinfußball). An den Randbereichen haben sich aber auch von alten Bäumen gesäumte Spazierwege erhalten. Ein etwa 400 Meter langer Grünzug parallel zur Wandsbeker Chaussee verbindet den Bürgerpark mit dem weiter östlich gelegenen Jacobipark.
An der Nordseite des Parks zur Wandsbeker Chaussee befindet sich ein unterirdischer Röhrenbunker aus dem Zweiten Weltkrieg, der im Kalten Krieg als Zivilschutzanlage ertüchtigt wurde und sich trotz seines schlechten Erhaltungszustandes (Wassereinbruch, Schimmelbefall) bis heute in der Zivilschutzbindung befindet.